# 心の理論
心の理論（こころのりろん、英: Theory of Mind, ToM）は、ヒトや類人猿などが、他者の心の状態、目的、意図、知識、信念、志向、疑念、推測などを推測する直観による心の機能のことである。

## 定義
「心の理論」はもともと、霊長類研究者のデイヴィッド・プレマックとガイ・ウッドルフが論文「チンパンジーは心の理論を持つか？」（"Does the Chimpanzee Have a "Theory of Mind"）において、チンパンジーなどの霊長類が、同種の仲間や他の種の動物が感じ考えていることを推測しているかのような行動をとることに注目し、「心の理論」という機能が働いているからではないかと指摘したことに端を発する（ただし、霊長類が真に心の理論を持っているかについては議論が続いている）。この能力があるため、人は一般に他人にも心が宿っていると見なすことができ（他人への心の帰属）、他人にも心のはたらきを理解し（心的状態の理解）、それに基づいて他人の行動を予測することができる（行動の予測）。

## 誤信念課題
哲学者ダニエル・デネットは子供が「心の理論」を持つと言えるためには、他者がその知識に基づいて真であったり、偽であったりする志向や信念をもつことを理解する能力、すなわち誤信念を理解することが必要であると示唆した。これに基づきハインツ・ヴィマーとジョゼフ・パーナーは心の理論の有無を調べるための課題を提案した。これを誤信念課題（False-belief task）という。この課題を解くためには、前述したように他人が自分とは違う誤った信念（誤信念）を持つことを理解できなければならない。主な課題としては、以下の3つがある。
- マクシ課題[2]

1. マクシは、母親が買い物袋をあける手伝いをしている。
2. 彼らはチョコレートを＜緑の棚＞に入れる。
3. マクシが遊びに行った後、母親はチョコレートを取り出して、今度は＜青の棚＞に戻す。
4. 母親が卵を買うために出て行ったあと、マクシが遊び場から戻ってくる。

上記の場面を被験者に示し、「マクシはチョコレートがどこにあると思っているか？」と質問する。正解は「緑の棚」だが、心の理論の発達が遅れている場合は「青の棚」と答える。
- サリーとアン課題[3]

1. サリーとアンが、部屋で一緒に遊んでいる。
2. サリーはボールを、かごの中に入れて部屋を出て行く。
3. サリーがいない間に、アンがボールを別の箱の中に移す。
4. サリーが部屋に戻ってくる。

上記の場面を被験者に示し、「サリーはボールを取り出そうと、最初にどこを探すか？」と被験者に質問する。正解は「かごの中」だが、心の理論の発達が遅れている場合は、「箱」と答える。
- スマーティ課題[4]

1. 前もって被験者から見えない所で、お菓子の箱の中に鉛筆を入れておく。
2. お菓子の箱を被験者に見せ、何が入っているか質問する。
3. お菓子の箱を開けてみると、中には鉛筆が入っている。
4. お菓子の箱を閉じる。
5. 被験者に「この箱をAさん（この場にいない人）に見せたら、何が入っていると言うと思うか？」と質問する。

正解は「お菓子」だが、心の理論の発達が遅れている場合は、「鉛筆」と答える。
多くの場合、4 - 5歳程度になると、誤信念課題に正解できるようになるが、心の理論の発達が遅れていると、他者が自分とは違う見解を持っていることを想像するのが難しいために、自分が知っている事実をそのまま答えてしまう。

## 心の理論の発達と自閉症
誤信念課題に対して、3 - 4歳児はそのほとんどが正しく答えられないが、4～7歳にかけて正解率が上昇するというデータが得られている。パーナーらは、その後の一連の研究結果から、「心の理論」の出現時期をおよそ4歳頃であると推測している。ただしこれには、幼児の論理的思考力の発達時期と一致しているだけなのではないかという批判も存在する。また、健常児が4歳ごろから解決可能になる誤信念課題を自閉症児がなかなか通過できないことで知られている。この結果に基づき、自閉症の中核的障害が「心の理論」の欠如にあるという考え方が提案されている。ただし、すべての自閉症児が誤信念課題に失敗するわけではなく，通過する自閉症児も一定の割合でいること、そしてこのような実験が言語による教示を解するいわゆる「高機能」の自閉症児に対して行われてきたことなど、「心の理論欠如仮説」に反する証拠も存在する。

## 動物における心の理論
他個体の行動に合わせて自分の行動を変えることや、他個体を操作することを示唆する証拠が霊長類を含む多くの動物で見られる。例えば霊長類学者リチャード・バーンは、下位のチンパンジーが餌を発見した際、上位のチンパンジーに餌を横取りされないように、餌から目をそらして、通り過ぎるのを待つ、という「欺き行動」が見られたことを報告している。ただし、「心の理論」を最初に提案したデイヴィッド・プレマックは論文「チンパンジーは心の理論を持つか？再考」（'Does the chimpanzee have a theory of mind' revisited）において、人間以外の霊長類が「心の理論」を持つことを示す証拠は未だ乏しいことを認め、チンパンジーは多くの点で限定的な「心の理論」しか持たないとしている。

## 理論説とシミュレーション説
人が他者の心的状態を理解するメカニズムに関して、「理論説（theory theory）」と「シミュレーション説（simulation theory）」の2つが提唱されている。
- 理論説

理論説では、人は先天的、後天的どちらであれ、他者に当てはまる一般的な「知識」や「理論」を持っており、これらに基づき他者理解を行っているとする。ここではシミュレーション説とは異なり、自己理解と他者理解は独立であるという立場をとる。
- シミュレーション説

シミュレーション説では、他者理解は理論的操作（＝理論説）ではなく、自分を相手の立場において模倣する、つまりシミュレートすることで他者理解を行っていると考える。他者の行動と自らの行動、その両方に反応するミラーニューロンの発見はシミュレーション説に強力な生物学的な根拠を与えるものと受け止められている。

## 心の理論の神経基盤
実証的な研究では、サルによる神経細胞活動の記録実験や、ヒト及びサルの脳機能イメージングによって、心の理論に関係する中枢領域が判明してきた。
サイモン・バロン＝コーエンは、他者の心を読むための機構として、意図検出器（Intentionality Detector:ID）、視線検出器（Eye-Direction Detector: EDD）、注意共有の機構（Shared-Attention Mechanism: SAM）、心の理論の機構（Theory-of-Mind Mechanism: ToMM）という4つの構成要素を提案している。
また、心の理論は進化の過程でヒトにおいて突然発生したものではなく、他の生物でもその原型となる能力があるのではないかと考えられている。それらの能力としてC.D.フリスらは、
1. 生物と非生物を区別する能力
2. 他者の視線を追うことによって注意を共有する能力
3. ゴール志向性の行動を再現する能力
4. 自己と他者の行動を区別する能力

の4つを挙げている。

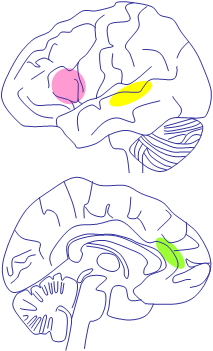
心の理論に関与している可能性がある部位
左半球を外側から(上)内側から(下図)見た図
黄: STS, ピンク: 下外側前頭前野, 緑：前部帯状回/内側前頭前野

また彼らは、心の理論は脳の特定の局所部位の働きのみで成り立っているのではなく広範なネットワークで成り立っているのだろうとしながらも、特に心の理論を支える基盤となっている可能性のある部位として、上側頭溝(STS)、下外側前頭前野および前部帯状回/内側前頭前野を挙げている（右図）。
- STSでは、非生物の動きには反応しないのに顔や手の動き（biological motion）に対して反応する神経細胞が見出されている。また、STSには特定の方向への視線に反応する細胞や、他者が発した音や視覚には反応するが、自分で発した場合には反応しない細胞が見出されている。
- サルの腹側運動前野(F5)において、自己がゴール志向性の運動を行ったときにも、他者が同様の運動をしているのを見たときにも活動する神経細胞がある。これらはまるで鏡のように活動することから「ミラーニューロン」と名付けられている。この働きにより、他者の行動を心の中でリハーサルすることで追体験できると考えられている。ただし、サルにおいて心の理論に相当する能力があるのか問題であり、ミラーニューロンの機能と併せて議論の対象となっている。ヒトでは、この領域に相当するのは下外側前頭前野つまりブローカ野の一部（44野）に相当すると言われている。
- 前部帯状回/内側前頭前野は、自らの感情を自覚する課題を施行中に血流増加するという報告があり、情動の主座である辺縁系と前頭前野を連絡する働きがあると推測されている。

## 関連文献
日本語のオープンアクセス文献
- 板倉 昭二 「霊長類における「心の理論」研究の現在」 霊長類研究, Vol. 15 (1999) No. 2  pp.231-242
- 鈴木 貴之 「 「心の理論」とは何か」 科学哲学, Vol. 35 (2002) No. 2  pp.83-94